# France Gareau
France Gareau, po mężu Foudy (ur. 15 kwietnia 1967 w Verner) – kanadyjska lekkoatletka specjalizująca się w biegach sprinterskich, uczestniczka letnich igrzysk olimpijskich w Los Angeles (1984), srebrna medalistka olimpijska w biegu sztafetowym 4 × 100 metrów.

## Sukcesy sportowe
- mistrzyni Kanady w biegu na 100 metrów – 1989[1]

| Rok  | Miasto      | Zawody                     | Konkurencja        | Wynik         |
| ---- | ----------- | -------------------------- | ------------------ | ------------- |
| 1984 | Los Angeles | Igrzyska olimpijskie       | sztafeta 4 × 100 m | srebrny medal |
| 1989 | Casablanca  | Igrzyska frankofońskie     | sztafeta 4 × 100 m | srebrny medal |
| 1990 | Auckland    | Igrzyska Wspólnoty Narodów | sztafeta 4 × 400 m | brązowy medal |
| 1993 | Buffalo     | Uniwersjada                | sztafeta 4 × 100 m | brązowy medal |
| 1994 | Paryż       | Igrzyska frankofońskie     | sztafeta 4 × 400 m | złoty medal   |

## Rekordy życiowe
- bieg na 100 metrów – 11,57 (1985)